# العلاقات الإيرانية الأيرلندية
العلاقات الإيرانية الأيرلندية هي العلاقات الثنائية التي تجمع بين إيران وجمهورية أيرلندا.

## مقارنة بين البلدين
هذه مقارنة عامة ومرجعية للدولتين:
| وجه المقارنة                                              | إيران                    | جمهورية أيرلندا                                       |
| --------------------------------------------------------- | ------------------------ | ----------------------------------------------------- |
| المساحة (كم2)                                             | 1.65 مليون               | 70.27 ألف                                             |
| عدد السكان (نسمة)                                         | 79.97 مليون              | 4.76 مليون                                            |
| الكثافة السكانية (ن./كم²)                                 | 48.47                    | 67.74                                                 |
| العاصمة                                                   | طهران                    | دبلن                                                  |
| اللغة الرسمية                                             | لغة فارسية               | اللغة الأيرلندية، لغة إنجليزية، الإنجليزية الأيرلندية |
| العملة                                                    | ريال إيراني              | جنيه أيرلندي، يورو، عملات اليورو الأيرلندية           |
| الناتج المحلي الإجمالي (بليون دولار)                      | 439.51 مليار             | 333.73 مليار                                          |
| الناتج المحلي الإجمالي (تعادل القوة الشرائية) بليون دولار | 1.36 تريليون             | 318.16 مليار                                          |
| الناتج المحلي الإجمالي الاسمي للفرد دولار أمريكي          |                          | 61.13 ألف                                             |
| الناتج المحلي الإجمالي للفرد دولار أمريكي                 |                          |                                                       |
| مؤشر التنمية البشرية                                      | 0.766                    | 0.916                                                 |
| رمز المكالمات الدولي                                      | +98                      | +353                                                  |
| رمز الإنترنت                                              | .ir،                     | .ie                                                   |
| المنطقة الزمنية                                           | ت ع م+03:30، توقيت إيران | 00، ت ع م+01:00، أوروبا/دبلن ‏                         |

## منظمات دولية مشتركة
يشترك البلدان في عضوية مجموعة من المنظمات الدولية، منها:
| علم المنظمة | اسم المنظمة                        | تاريخ انضمام إيران | تاريخ انضمام جمهورية أيرلندا |
| ----------- | ---------------------------------- | ------------------ | ---------------------------- |
|             | مؤسسة التنمية الدولية              | 10 أكتوبر 1960     | 22 ديسمبر 1960               |
|             | يونسكو                             | 6 سبتمبر 1948      | 3 أكتوبر 1961                |
|             | وكالة ضمان الاستثمار متعدد الأطراف | 15 ديسمبر 2003     | 27 أكتوبر 1989               |
|             | الأمم المتحدة                      | 24 أكتوبر 1945     | 14 ديسمبر 1955               |
|             | الفريق المعني برصد الأرض           | ?                  | ?                            |
|             | الاتحاد البريدي العالمي            | ?                  | ?                            |
|             | البنك الدولي للإنشاء والتعمير      | 29 ديسمبر 1945     | 8 أغسطس 1957                 |
|             | المنظمة الهيدروغرافية الدولية      | ?                  | ?                            |
|             | منظمة حظر الأسلحة الكيميائية       | ?                  | ?                            |
|             | مؤسسة التمويل الدولية              | 28 ديسمبر 1956     | 11 سبتمبر 1958               |
|             | منظمة الشرطة الجنائية الدولية      | ?                  | ?                            |

## وصلات خارجية
- موقع وزارة الخارجية الإيرانية
- موقع وزارة الخارجية الأيرلندية